# Шайхов, Камариддин Кутбиддин угли
Камариддин Кутбиддин угли Шайхов (узб. Qamariddin Qutbiddin oʻgʻli Shayxov; род. 30 мая 1992, Ташкент, Узбекистан) — узбекистанский журналист. Основатель и главный редактор интернет-издания «Qalampir.uz».

## Биография
Камариддин Шайхов родился в 1992 году в Ташкенте. Отец — Шайхов Кутбиддин Аброрович (род. 10 января 1955), предприниматель. Мать — Шайхова Муаззам Ризаевна (род. 21 августа 1955), учитель.
В 2015 году окончил факультет международной журналистики Узбекского государственного университета мировых языков. В июне 2017 года Камариддин Шайхов по приглашению Посольства Турецкой Республики в Ташкенте посетил такие города как Стамбул, Анкара, Шанлыурфа, Османие. Он побывал в лагере, организованном для беженцев из Сирии и Ирака в Шанлыурфе и Османие и побеседовал с беженцами. В тот же день Камариддин Шайхов встретился и пообщался с президентом Реджепом Тайипом Эрдоганом в Османие.

## Награды
- В 2021 году Указом Президента Республики Узбекистан награждён медалью «Шухрат»[4] и памятным знаком «30 лет Независимости Республики Узбекистан».
- Победитель XIII Национальной премии «Золотое перо» в международной номинации «За лучший материал об отношениях между Узбекистаном и Турцией».
- Лауреат конкурса «Самый активный журналист 2018 года».
- Лауреат «Международной медиа премии Turksoy — 2020» от международной организации тюркской культуры ТюрКСОЙ[5].